# Euphorbia rosularis
Euphorbia rosularis là một loài thực vật có hoa trong họ Đại kích. Loài này được Fed. mô tả khoa học đầu tiên năm 1941.